# Grand Prix de Saltos Ornamentais
O Grand Prix de Saltos Ornamentais é realizado pela Federação Internacional de Natação.
Começou a ser realizado em 1995, como uma competição restrita aos saltos e contando somente com os eventos do trampolim de 3 m e da plataforma de 10 m, tanto para homens quanto para mulheres. Em 2002 foram incluídas as provas sincronizadas masculinas e femininas do trampolim e da plataforma. No Grand Prix não é disputado o trampolim de 1 m.

## Edições
| Ano  | Campeonato | Cidade sede | País |
| ---- | ---------- | ----------- | ---- |
| 1995 | I          | -           | -    |
| 1996 | II         | -           | -    |
| 1997 | III        | -           | -    |
| 1998 | IV         | -           | -    |
| 1999 | V          | -           | -    |
| 2000 | VI         | -           | -    |
| 2001 | VII        | -           | -    |
| 2002 | VIII       | -           | -    |
| 2003 | IX         | -           | -    |
| 2004 | X          | -           | -    |
| 2005 | XI         | -           | -    |
| 2006 | XII        | -           | -    |
| 2007 | XIII       | -           | -    |
| 2008 | XIV        | -           | -    |
| 2009 | XV         | -           | -    |
| 2010 | XVI        | -           | -    |